# Ji'Ayir Brown
Ji'Ayir A'Veon Brown (* 25. Januar 2000 in Trenton, New Jersey) ist ein US-amerikanischer American-Football-Spieler auf der Position des Safeties in der National Football League (NFL). Er spielt seit 2023 für die San Francisco 49ers.

## Frühe Jahre
Brown ging in seiner Geburtsstadt auf die Trenton Central High School. Zwischen 2018 und 2019 besuchte er das Lackawanna College, ein privates College in Scranton, Pennsylvania. 2020 wechselte er auf die Pennsylvania State University, wo er für das Collegefootballteam in drei Saisons 122 Tackles und zehn Interceptions erzielte.

## NFL
Brown wurde im NFL Draft 2023 in der dritten Runde an 87. Stelle von den San Francisco 49ers ausgewählt. Er begann die Saison als Backup Safety hinter Talanoa Hufanga. Als dieser sich am zehnten Spieltag, im Spiel gegen die Tampa Bay Buccaneers verletzte, rückte er sofort in die Startelf auf und fing direkt seine erste Interception in der NFL. Am 14. Spieltag, im Spiel gegen die Seattle Seahawks fing er seine zweite Interception in der NFL. Die 49ers erreichten den Super Bowl LVII. In diesem Spiel fing er wiederum eine Interception von Kansas City Chiefs-Quarterback Patrick Mahomes. Das Spiel ging jedoch mit 22:25 in Overtime verloren.